# Byron (Washington)
Byron az Amerikai Egyesült Államok északnyugati részén, Washington állam Yakima megyéjében elhelyezkedő önkormányzat nélküli település.
A települést 1908-ban alapította a Byron Improvement Company; nevét egy vasúti őrházról kapta. A vasúttársaság feljegyzései alapján Earl Byron pásztor 1881-ben rakodóhelyet üzemeltetett. Byron postahivatala 1909. augusztus 4-e és 1955. január 31-e között működött.

## Fordítás
Ez a szócikk részben vagy egészben  a   Byron, Washington című angol Wikipédia-szócikk ezen változatának fordításán alapul.  Az eredeti cikk szerkesztőit annak laptörténete sorolja fel. Ez a jelzés csupán a megfogalmazás eredetét és a szerzői jogokat jelzi, nem szolgál a cikkben szereplő információk forrásmegjelöléseként.